# Молодёжный (Татарстан)
Молодёжный — поселок в Альметьевском районе Татарстана. Административный центр Альметьевского сельского поселения.

## География
Находится в юго-восточной части Татарстана на расстоянии приблизительно 17 км по прямой на запад-северо-запад от районного центра города Альметьевск.

## История
Основан в 1968 году как центральная усадьба зверосовхоза «Альметьевский», с 1980 года современное название.

## Население
Постоянных жителей было: в 1979—241, в 1989—481, в 2002 − 509 (русские 56 %, татары 39 %), 518 в 2010.